# Brass Band BlechKLANG

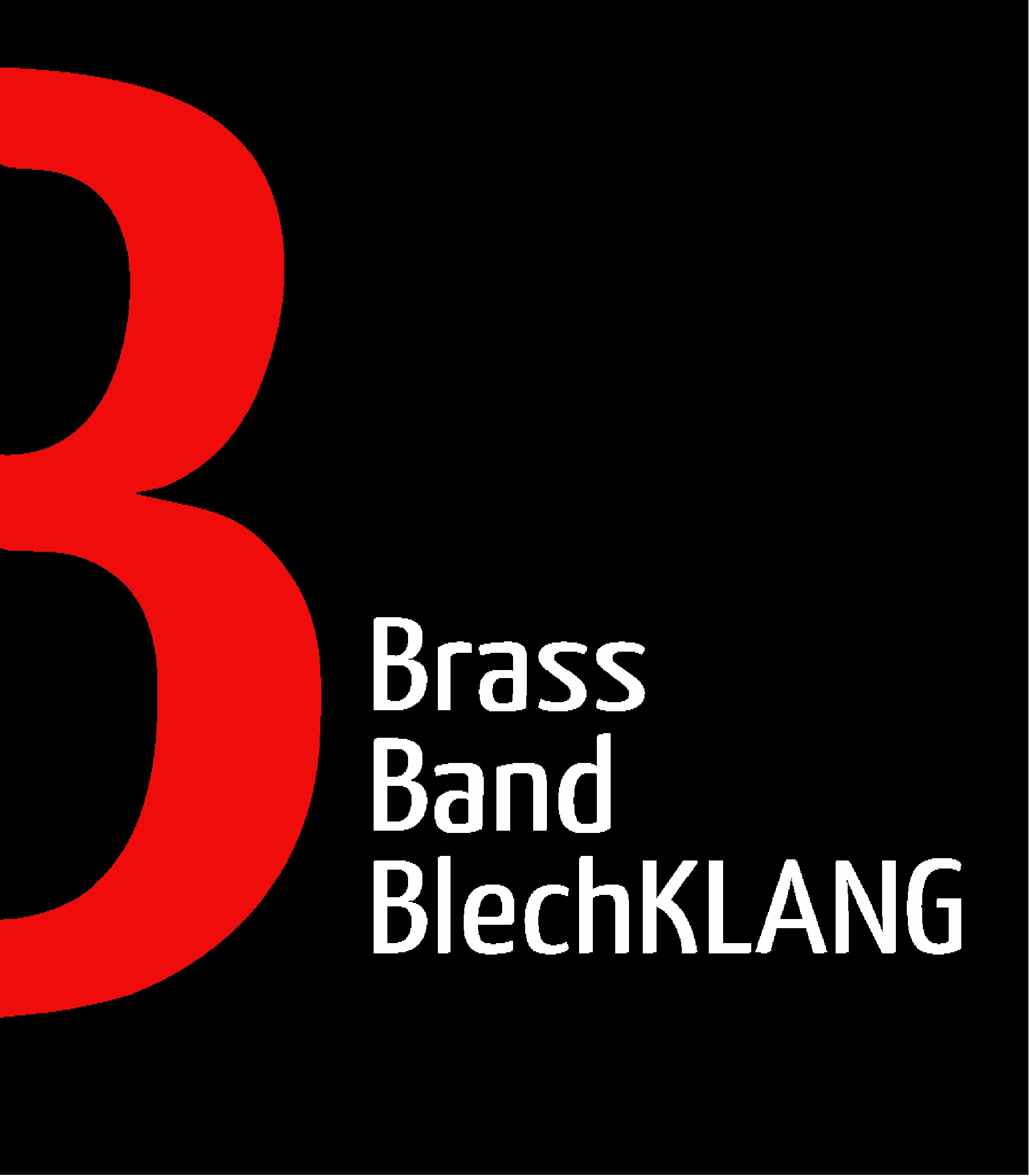
Aktuelles Logo der Brass Band BlechKLANG

Die Brass Band BlechKLANG des Blasmusikvereins Carl Zeiss Jena ist eine Brass Band aus Jena, die sich am britischen Vorbild orientiert.

## Geschichte
Der Blasmusikverein Carl Zeiss Jena wurde am 23. November 1971 als Fanfarenorchester (FO) des VEB Carl Zeiss Jena unter der Leitung von Karl-Heinz Lehmann gegründet. Zu Beginn der Arbeit bestand der Klangkörper vorwiegend aus Lehrlingen der Zeiss-Werke. Bereits zu dieser Zeit gab es jedoch ausschließlich Blechblasinstrumenten und Schlagwerk.
Im März 1972 übernahm Rolf Nilson die künstlerische Leitung des Fanfarenorchesters. Es erfolgte der erste Auftritt im Rahmen der Kulturkonferenz im Kulturhaus Jena-Nord. Im Dezember desselben Jahres kam es erstmals zum weihnachtlichen Turmblasen vom Jenaer Rathausturm.
Im Jahr 1973 nahm das Fanfarenorchester im März am 27. Gründungstag der Freien Deutschen Jugend teil. Zudem wurde es in das Bezirksmusikkorps der FDJ Gera berufen und zu den 10. Weltfestspielen der Jugend und Studenten delegiert.
Ab März 1974 übernahm Lothar Leuthold die künstlerische Leitung. Einen Monat später erfolgte die Teilnahme am Kreisleistungsvergleich der Fanfarenzüge mit Prädikat „Ausgezeichnet“. Im Mai bestand das Fanfarenorchester aus insgesamt 130 Mitgliedern und nahm am Aufmarsch zur Maidemonstration teil.
Im Mai des Jahres 1975 kam es zur Einstufung mit der Oberstufe „Sehr gut“ und damit zur Erfüllung der Aufnahmebedingungen für das Zentrale Musikkorps. Das Fanfarenorchester spielte zum zur Musikschau „30. Jahrestag der Befreiung von Faschismus“.
Zum 30-jährigen Bestehen des VEB Carl Zeiss Jena im Jahr 1978 spielte der Klangkörper im Juli ein Festkonzert. Anschließend erfolgte eine Reise nach Ungarn. 1979 kam es zur Teilnahme am nationalen Jugendfestival der DDR im Stadion der Weltjugend Berlin. Im Oktober wurde das Fanfarenorchester mit der Arthur-Becker-Medaille in Silber ausgezeichnet.
Im Jahr 1981 erfolgte eine Teilnahme am 10. Parteitag der SED auf dem Marx-Engels-Platz in Berlin gemeinsam mit dem Zentralen Musikkorps. Anschließend ging das Fanfarenorchester auf Konzerttournee unter dem Motto „Klingende Fanfaren“ in Rostock und Warnemünde. Zum 10-jährigen Jubiläum gab es ein Festkonzert im Jenaer Volkshaus.
1983 beteiligte sich das Fanfarenorchester im Juli an einem nächtlichen ZMK-Auftritt mit insgesamt 1800 Musikern vor dem Schloss Sanssouci sowie am 7. Turn- und Sportfest in Leipzig. Im Oktober konnte der Klangkörper den Kunstpreis des Bezirkes Gera für Leistungen und Verdienste zur sozialistischen Volkskultur entgegennehmen.
Im Juni 1984 wurde das Fanfarenorchester bei den Arbeiterfestspielen Gera mit einer Goldmedaille ausgezeichnet. Zum Ende des Jahres gab es ein weihnachtliches Gemeinschaftskonzert mit dem Knabenchor der Jenaer Philharmonie.
Die 37. DDR-Meisterschaften der Leichtathletik in Jena im Juni 1986 wurden durch ein Konzert des Fanfarenorchesters eröffnet, zu dem der Titel „Siegerfanfare“ erklang. Dieses Stück wurde von Rolf Nilson, dem ehemaligen musikalischen Leiter, geschrieben.
1987 belegte der Jenaer Klangkörper den 4. Platz beim internationalen Leistungsvergleich in Polen.
Nachdem sich am 3. November 1990 der Blasmusikverband Thüringen in Jena gegründet hatte, kam es am 1. Dezember zur Gründung des Blasmusikvereins Carl Zeiss Jena aus dem ehemaligen FDJ-Fanfarenorchester. Bereits ein Jahr später nahm der Klangkörper unter dem neuen Namen am 1. Landesorchesterwettbewerb Thüringen teil und erreichte die Leistungsstufe I (sehr gute Leistung). Beim 3. Deutschen Orchesterwettbewerb in Goslar im Mai 1992 erreichte der Blasmusikverein die Leistungsstufe II.
Nach dem Tod von Lothar Leuthold im März 1995 übernimmt Ralf Fischer die künstlerische Leitung. Im November 1996 feierte der Blasmusikverein im Jenaer Volkshaus sein 25-jähriges Jubiläum.
Die Umstrukturierung gemäß dem britischen Vorbild und die Umbenennung des Auftrittsorchesters in Brass Band BlechKLANG fand in den Jahren nach 2000 statt. Die Trompeten, Fanfaren und Tenorhörner wurden durch Kornette, Baritons und Euphonien schrittweise ausgetauscht. Auch das Repertoire wurde dem Ideal entsprechend um zahlreiche Brass-Band-Originalwerke und Transkriptionen aus allen Stilrichtungen erweitert.
Im Jahr 2011 führte die Brass Band unter der Bezeichnung „Brass & Sinfonik“ ein gemeinsames Konzert mit der Jenaer Philharmonie im Jenaer Volkshaus durch. Unter dem Namen „Brass & Sinfonik II“ wurde die Veranstaltung 2015 wiederholt. Dabei kam es zur Uraufführung des Werks „At the Crossroads“, das vom Komponisten Oliver Waespi eigens für dieses Konzert geschrieben wurde.

## CD-Veröffentlichungen
- Jenaer Bilder (als Blasmusikverein Carl Zeiss Jena)
- Jenaer Bläserweihnacht (2006, als Brass Band BlechKLANG)
- KLANGspuren (2017, als Brass Band BlechKLANG)

## Auszeichnungen
- Deutscher Orchesterwettbewerb Osnabrück (2004): Platz 4[2]
- Young Prague (2005): Gold Level, 1. Platz, Sonderpreis für exzellente Darbietung des Pflichtstücks[3]
- 1. Deutscher Brass Band Wettbewerb beim Deutschen Musikfest in Würzburg (2007): 2. Platz in der Mittelstufe[4]
- 1. Deutsche Brass Band Meisterschaft Ingolstadt (2008): 1. Platz in der Mittelstufe[5]
- 3. Deutsche Brass Band Meisterschaft Duisburg (2010): 4. Platz in der Oberstufe[6]
- 1. German Open Chemnitz (2013): 3. Platz in der Oberstufe[7]
- 5. Deutsche Brass Band Meisterschaft Bad Kissingen (2014): 7. Platz in der Oberstufe[8]
- 6. Deutsche Brass Band Meisterschaft Bad Kissingen (2016): 4. Platz in der Oberstufe[9]
- 7. Deutsche Brass Band Meisterschaft Bad Kissingen (2018): 1. Platz in der 2. Division[10]
- BDMV Brass Band Entertainmentwettbewerb Osnabrück (2019): 1. Platz[11]
- 1. German Open im Rahmen des International Brass Festivals Sauerland Herbst (2021): 4. Platz[12]
- 2. German Open im Rahmen des International Brass Festivals Sauerland Herbst (2023): 2. Platz[13]
- 9. Deutsche Brass Band Meisterschaft Göppingen (2024): 5. Platz[14]